# 1969 en science-fiction
| Années de la science-fiction : 1966 - 1967 - 1968 - 1969 - 1970 - 1971 - 1972    |
| Décennies de la science-fiction : 1930 - 1940 - 1950 - 1960 - 1970 - 1980 - 1990 |

L'année 1969 a été marquée, en matière de science-fiction, par les événements suivants.

## Naissances et décès

### Naissances
- 8 février : Mary Robinette Kowal, écrivain américaine.
- 10 mai : John Scalzi, écrivain américain.
- 23 juin : Natacha Vas-Deyres, essayiste française.
- 1er août : Alain Damasio, écrivain français.
- novembre : Daniel Abraham, écrivain américain.

### Décès
- 11 mars : John Wyndham, écrivain britannique, mort à 65 ans.

## Événements
- Attribution des premiers prix British Science Fiction.

## Prix

### Prix Hugo
- Roman : Tous à Zanzibar (Stand on Zanzibar) par John Brunner
- Roman court : Les Ailes de la nuit (Nightwings) par Robert Silverberg
- Nouvelle longue : Le Partage de la chair (The Sharing of Flesh) par Poul Anderson
- Nouvelle courte : La Bête qui criait amour au cœur du monde (The Beast That Shouted Love at the Heart of the World) par Harlan Ellison
- Film ou série : 2001, l'Odyssée de l'espace, réalisé par Stanley Kubrick
- Magazine professionnel : The Magazine of Fantasy & Science Fiction
- Artiste professionnel : Jack Gaughan
- Magazine amateur : Science Fiction Review (Richard E. Geis, éd.)
- Écrivain amateur : Harry Warner, Jr.
- Artiste amateur : Vaughn Bodé
- Prix spécial : Neil Armstrong, Buzz Aldrin et Michael Collins pour The Best Moon Landing Ever

### Prix Nebula
- Roman : La Main gauche de la nuit (The Left Hand of Darkness) par Ursula K. Le Guin
- Roman court : Un gars et son chien (A Boy and His Dog) par Harlan Ellison
- Nouvelle longue : Le Temps considéré comme une hélice de pierres semi-précieuses (Time Considered as a Helix of Semi-Precious Stones) par Samuel R. Delany
- Nouvelle courte : Passagers (Passengers) par Robert Silverberg

### Prix British Science Fiction
- Roman : Tous à Zanzibar (Stand on Zanzibar) par John Brunner

### Prix E. E. Smith Mémorial
- Lauréat : Hal Clement

## Parutions littéraires

### Romans
- Abattoir 5 ou la Croisade des enfants par Kurt Vonnegut.
- Le Dirdir par Jack Vance.
- La Foire aux atrocités par J. G. Ballard.
- Les Hommes-machines contre Gandahar par Jean-Pierre Andrevon.
- L'Île des morts par Roger Zelazny.
- Jack Barron et l'Éternité par Norman Spinrad.
- La Main gauche de la nuit par Ursula K. Le Guin.
- Le Messie de Dune par Frank Herbert.
- Route 666 par Roger Zelazny.
- Les Temps parallèles par Robert Silverberg.
- Ubik par Philip K. Dick.
- La Variété Andromède par Michael Crichton.
- Le Wankh par Jack Vance.

### Recueils de nouvelles et anthologies
- Je chante le corps électrique par Ray Bradbury.
- Quand les ténèbres viendront - L'Intégrale (Quand les ténèbres viendront, L'amour, vous connaissez ? et Jusqu'à la quatrième génération) par Isaac Asimov.

### Nouvelles
- La Fourmi électrique par Philip K. Dick.

### Bandes dessinées
- Dai-Kaizoku Captain Harlock, manga de la série Albator, écrit et dessiné par Leiji Matsumoto.
- Par les chemins de l'espace, album de la série Valérian et Laureline, écrit par Pierre Christin et dessiné par Jean-Claude Mézières.

## Sorties audiovisuelles

### Films
- Alerte Satellite 02 par Roy Ward Baker.
- Danger, planète inconnue par Robert Parrish.
- Sumuru, la cité sans hommes par Jesús Franco.
- Stereo par David Cronenberg.
- La Vallée de Gwangi de Jim O'Connolly.
- Le Capitaine Nemo et la Ville sous-marine par James Hill.
- L'Homme tatoué par Jack Smight.
- Les Gladiateurs par Peter Watkins.
- Les Naufragés de l'espace par John Sturges.
- Paris n'existe pas par  Robert Benayoun.
- Zeta One par Michael Cort.